# Phare FM
Phare FM est une radio chrétienne qui diffuse principalement en France, mais aussi en Belgique et en Suisse. Elle a deux programmes, un programme national exclusivement en DAB+, mais aussi un programme avec décrochages locaux à travers un réseau de radios associatives. Le programme est produit par Phare FM à Mulhouse et est offert aux six autres stations de radio locales de Phare FM.

## Historique
Phare FM a été fondée en 1988 à Mulhouse sous le nom de Radio Phare par Bruno Léonardi,. La première diffusion a démarré en juin 1989. C'est en 2001 que le format musical est décidé. Son antenne est entrecoupée toutes les 15 minutes par de courtes rubriques de la vie courante et d'autres spirituelles. Le réseau prend forme en 2006 et se concrétise en janvier 2007 avec l'arrivée de Phare FM Portes du Dauphiné et Phare FM Grenoble,. En juin 2007, Phare FM Montauban est née. En septembre 2007, c'est le tour de Phare FM Haute-Normandie, puis en janvier 2008, celui de Phare FM Cornouaille.
En juillet 2008, pour la 1re fois sur la bande FM, Phare FM sort de son cadre national pour émettre en Belgique francophone dans la région de Mons.
En 2012, la station diffusant Phare FM Cornouaille souhaite prendre son indépendance et quitte le réseau. Elle deviendra Radio Harmonie Cornouaille,.
En 2014, PHARE FM arrive sur la radio numérique à Paris.
En décembre 2015, pour la 1re fois, Phare FM diffuse en numérique en Suisse, avec son partenaire Radio Réveil, sous le nom Phare FM Romandie dans la région de Lausanne puis à Bâle et dans le Valais central. Puis En juin 2017, Phare FM diffuse dans le Tessin sous le nom de Faro FM. Le 1er janvier 2019, la radio change de nom et s'appelle Radio R en Suisse.

## Diffusion

### Programme avec décrochages locaux
En France :
- Phare FM Mulhouse : 95.3 et DAB+ depuis Bâle (anciennement Radio Phare) : tête de réseau depuis 2006
- Phare FM Lyon Dauphiné : 107.0 et DAB+ (anciennement Radio Colombe) : depuis janvier 2007
- Phare FM Grenoble : 96.6 (anciennement Radio Certitude) : depuis janvier 2007
- Phare FM Montauban : 92.0 (anciennement Radio Espoir 82) : depuis juin 2007
- Phare FM Haute-Normandie : 94.9 (anciennement Radio Fraternité) : depuis septembre 2007
- Phare FM Nord Alsace[11] : 92.5 et DAB+ (anciennement Radio Eval) : depuis octobre 2011

En Belgique :
- Phare FM Mons : 89.3 et DAB+ (anciennement Impact FM) : depuis juillet 2008

### Programme national en DAB+
Phare FM diffuse en DAB+ à :
- Paris - Île-de-France (depuis juin 2014)

- Marseille - Aix - Provence (depuis juin 2020)[12]

- Nice - Côte d'Azur (depuis août 2020)[12]
- Valenciennes (depuis juin 2021)
- Le Mans (depuis novembre 2022)
- Troyes (depuis mars 2023)
- Metz (depuis juin 2023)[13]
- Genève (depuis juillet 2023)[14]
- Fin 2024 : activation des zones de Evreux, Chartres, Laval, Montélimar et Belfort/Montbéliard

### Webradios Phare FM
En 2008, Phare FM a lancé sa première webradio thématique, Phare FM Live, une webradio louange avec ambiance concert.
En mai 2009, Phare FM lance une nouvelle webradio plus jeune, Phare FM Hits. Cette webradio sera arrêtée courant 2015.
En 2016 PHARE FM live est devenue PHARE FM Worship : un mix de louange anglophone et des touches francophones. La même année est lancée PHARE FM Louange une webradio 100% louange francophone.

### UCB France
Les fréquences nationales du programme Phare FM sont gérées par l'association UCB France (membre de United Christian Broadcasters).